# Per (anorganische chemie)
Per wordt in de anorganische chemie als voorvoegsel gebruikt om aan te geven dat een component meer zuurstof bevat dan gewoonlijk. De bekendste groep van verbindingen zijn de peroxiden.

## Voorbeelden
| Naam van de per-verbinding | Formule | Voorbeeld              | Stamverbinding | Formule |
| -------------------------- | ------- | ---------------------- | -------------- | ------- |
| perboraat                  | B2O84−  | natriumperboraat       | boraat         | BO33−   |
| percarbonaat               |         | natriumpercarbonaat    | carbonaat      | CO32−   |
| perchloraat                | ClO4−   | kaliumperchloraat      | chloraat       | ClO3−   |
| perjodaat                  | IO4−    | kaliumperjodaat        | jodaat         | IO3−    |
| permanganaat               | MnO4−   | kaliumpermanganaat     | manganaat      | MnO42−  |
| peroxide                   | O22−    | waterstofperoxide      | oxide          | O2−     |
| peroxodisulfaat            | S2O82−  | natriumperoxodisulfaat | sulfaat        | SO42−   |